# 三菱・エテルナ
エテルナ（ETERNA）は、三菱自動車工業が製造・販売していた普通乗用車である。本項では便宜上、ギャランΣエテルナ、エテルナΣ、エテルナSAVAを含めたセダンを中心に記述する。

## 概要
ギャランとの姉妹車に当たる。車体は4ドアセダンの他に、3代目では4ドアハードトップ、4代目では5ドアセダンと呼ばれるハッチバックが設定されていた。ギャランはギャラン店で販売されたのに対し、エテルナはカープラザ店で販売された。

## 初代（1978年-1980年）
- 1978年3月 - カープラザ店設置と同時に発売。名前はギャランΣの姉妹車ということもあり、ギャランΣエテルナだった。相違点は、ギャランΣが丸形4灯シールドビーム式ヘッドランプ（マイナーチェンジ後は規格型角型4灯式ヘッドランプに変更）に対し、ギャランΣエテルナは異形角型2灯式ヘッドランプを採用している点などが挙げられる。

## 2代目（1980年-1983年）
1980年5月 - 登場。名前はギャランの冠名が外れ、「エテルナΣ」に改称。小型のフロントラジエターグリルとテールランプでギャランΣと差別化される。発売初期にはイメージソングに歌手の桑江知子を同年10月にはイメージキャラクターに女優の星野知子を起用しキャッチコピーも「なっちゃんのエテルナ」となる。

## 3代目（1983年-1990年）
- 1983年9月 - フルモデルチェンジ、セダンのみで登場。エステート（バン）は、先代を継続生産（1985年まで。ミラージュバン／ランサーバンに統合）。イメージキャラクターに俳優の高倉健がギャランΣと兼任する。
- 1984年10月 - ギャラン同様、ハードトップが追加される。
- 1986年2月3日 - マイナーチェンジ、サイクロンエンジンに換装。デボネアVと同型のV6 2Lエンジン車追加。セダンはボンネット、フロントグリル、テールランプ周辺のデザインを変更。ハードトップはフロントグリル、ヘッドランプをイエローバルブ化、テールランプを変更。セダンは、1988年11月の4代目フルモデルチェンジ後、当初、北米モデル専用であった規格型角型4灯ヘッドランプのEXEシリーズが、1989年10月のエテルナSAVA登場まで継続生産された。ハードトップは1990年5月のディアマンテ登場まで製造された。

## 4代目（1988年-1992年）E32/33/34/35/39A型
- 1988年10月 - 登場。基幹車種の姉妹車は5ドアセダンとする三菱の方針により、4ドアセダンから5ドアセダンと呼ばれるハッチバックとなる。フラッグシップモデルは世界ラリー選手権に使用されたギャランVR-4と同じ4G63型ターボエンジンを搭載する「ZR-4」。
- 1989年10月 - マイナーチェンジ。バンパー組み込みフォグランプ付き大型バンパーを廉価モデルを除き採用。ZR-4にAT車を追加（210PS）。ZR-4のMT車は220PSにパワーアップ。2.0DOHC車(4G63NA)は145PSにパワーアップ。ギャランベースの4ドアセダン「エテルナSAVA（サヴァ）」が追加された。エテルナSAVAとギャランの違いは、専用フロントグリル、テールランプ周辺と、SAVAの方が僅かにルーフ後端が低く（25mm）、Cピラーがギャランよりなだらかな傾斜となっているため、リアクォーターウインドウがギャランよりも僅かに大きい。ただし、SAVAに2.0DOHCターボは設定されなかった。SAVAの登場以降イメージキャラクターに俳優の世良公則を起用[4]した。
- 1990年10月 - 一部改良。全車にサイドドアビームを標準装備。上級グレードにキーレスエントリ、運転席パワーシートを設定。ZR-4のMT車は240PSにパワーアップ。2.0DOHC車(4G63NA)はハイオク仕様となり145PS→160PSにパワーアップ。SAVAに「2.0 DOHC LX」追加。
  - 12月 - SAVAに「1.8 EXCEED/1.8 DOHC EXCEED」追加。
- 1991年5月 - SAVAに「1.8 EXE/1.8 DOHC EXE」追加。

## 5代目（1992年-1996年）E52/53/54/57/64/72/74/77/84A型
- 1992年5月 - 登場。4ドアセダンに一本化、ギャランともども3ナンバー化された。ギャランと同じくV型6気筒とワイドボディをアピールしていた。ギャランと同じファジーシフトとなるINVECS4速オートマチックも装備された。
- 1993年1月 - 「Visage」シリーズを拡充。既存のV6 1,800ccモデルのほかスポーティシート、リアスポイラー等を装備したグレード「Visage S」、V6 2000ccを搭載した「Visage LS（SOHC）」/「Visage LS-DOHC」が追加された。
- 1993年5月 - 特別仕様車「Visageスペシャル」シリーズを追加。
- 1993年10月 - 94年モデル発売。MIVEC-MD搭載のハイパフォーマンスグレード「Visage R」が追加された。また、リーンバーンエンジン搭載の「MVV」も追加された。
- 1994年1月 - 新グレード「EXE」を発売。
- 1994年5月 - 特別仕様車「LXエクストラ」を発売。
- 1994年10月 - マイナーチェンジ、95年モデルとなる。フロントバンパーデザインがエメロードと共通化され、ヘッドライトがクリアアウトからブラックアウトへ変更されている。前期型でギャランにおけるVR-4相当だったグレード「XX-4」が廃止され、後継モデルとして「GT」が発売された。このGTには期間限定で大型のリアスポイラーなどの特別装備を装着したスペシャルエディションが存在した。また、「Visage S」のエンジンをV6 1,800cc SOHC24バルブから直4 1,800cc DOHC16バルブに変更、前期で存在した高級グレードの「LX」は「スーパーエクシード」に代替された。
- 1995年10月 - 96年モデル発売。MIVEC-MD搭載車「Visage R」が廃止された。また、95年モデルに設定されていた「Visage S」の後継モデルとなる「Visage Touring」も追加されたが、変更点が外装の一部分やステアリング形状のみのため事実上グレード名称を変更したのみである。一部グレードに運転席エアバッグが標準化された。
- 1996年8月 - ギャランのフルモデルチェンジと車種整理のため販売終了。8代目ギャランは当時カープラザ店での取り扱いはなかったが、暫定的後継車として8代目ギャランのワゴンタイプとして登場したレグナムがカープラザ店でも併売されることとなった。事実上の後継車は1998年に販売を開始した8代目ギャランの姉妹車のアスパイアとなる。

## 名前の由来
- 「エテルナ」は、イタリア語で「永遠」を意味する[6]。
- 「ギャラン」は、フランス語の「勇ましい、華麗な」という意味。
- 「Σ」は、（「シグマ」、「集大成」の意味を込めたネーミング）。
- 「サヴァ」は、フランス語の「元気？」といった気軽な挨拶等に使われる言葉。